# Otto Siffling
Otto Siffling (Waldhof, Mannheim, 12 augustus 1912 – 20 oktober 1939) was een Duits voetballer. Hij speelde voor SV Waldhof Mannheim en het nationaal elftal, waarmee hij op het WK van 1934 de bronzen medaille behaalde. In 1937 scoorde hij vijf keer in een vriendschappelijke interland tegen Denemarken, hiermee staat hij op de derde plaats van Duitse spelers die het meeste doelpunten maakten in één wedstrijd.

## Biografie
Siffling speelde al vanaf zijn jeugd bij Waldhof Mannheim en werd op 18-jarige leeftijd in het eerste elftal opgenomen. Vanaf 1931 tot 1933 haalde hij met zijn team de Rijntitel binnen en in 1934, 1936 en 1937 de Gauliga Baden. Een van de grootste successen uit zijn carrière was in 1934 toen Waldhof voor het eerst schitterde op nationaal niveau in de eindronde om de landstitel. De club behaalde de halve finale waarin ze verloren tegen latere kampioen FC Schalke 04. In de beker behaalde Waldhof in 1935 en 1937 de halve finale.
Hij was de eerste speler van Waldhof die opgenomen werd in het nationaal elftal, waar hij van 1934 tot 1938 31 wedstrijden speelde. Op het WK van 1934 werd hij door trainer Otto Nerz bij de eerste wedstrijd tegen België ingezet, die de Duitsers met 5:2 wonnen en waar Siffling één keer scoorde. Ook in de volgende wedstrijden tegen Zweden, Tsjecho-Slowakije en Oostenrijk was hij van de partij. Bij de Olympische Spelen in Berlijn werd hij in de eerste wedstrijd niet ingezet, maar wel bij de kwartfinales tegen Noorwegen, die de Duitsers verrassend uitschakelden.
In 1937 was hij de sterspeler van het legendarische Breslau-Elf team tegen Denemarken. Duitsland scoorde acht keer, waarvan Siffling vijf keer scoorde op 32 minuten. Zijn laatste interland was op 24 april 1938 tegen Portugal dat op 1:1 eindigde. Er is geen andere speler van Waldhof die vaker opgeroepen werd voor het nationaal elftal.
Siffling overleed op 27-jarige leeftijd aan de pleuris. Zijn thuisstad Mannheim benoemde in 1977 een straat in het stadsdeel Waldhof naar hem. Op zijn honderdste geboortedag werd de oosttribune van het Carl-Benz-Stadion naar hem genoemd.
- Gemeinsame Normdatei: 122008480
- International Standard Name Identifier: 0000 0000 9044 0309
- Library of Congress Control Number: n2001105914
- Virtual International Authority File: 40249694
- WorldCat: E39PBJj4vVg8F8P3HhcRGBxhpP